# Онянов, Никита Алексеевич
Никита Алексеевич Онянов (7 октября 1910, деревне Рассохи, ныне Пермского края — 13 марта 1980, пос. Полазна, Пермская область) — советский военнослужащий, участник Великой Отечественной войны, полный кавалер ордена Славы, механик-водитель танка 37-й гвардейской танковой бригады, гвардии старший сержант — на момент представления к награждению орденом Славы 1-й степени.

## Биография
Родился 7 октября 1910 года в деревне Рассохи Кудымкарского района Коми-Пермяцкого округа Пермского края. Окончил 4 класса, курсы трактористов. Работал трактористом в Кудымкарской МТС.
В июне 1941 года был призван в Красную Армию. В октябре 1942 года окончил танковую школу, получил специальность механика-водителя танка. На фронте с ноября 1942 года. Участвовал в освобождении Херсона, Николаева, в боях на территории Молдавии, Венгрии, Чехословакии, Австрии. К началу 1944 года воевал в составе 37-й гвардейской танковой бригады.
31 января — 6 февраля 1944 года в боях по ликвидации вражеской группировки в районе города Никополя, юго-западнее поселка Верхний Рогачик Херсонской области, воспользовавшись разыгравшейся пургой, танкисты вывели свои машины в тыл гитлеровцам. Экипаж, в составе которого был механик-водитель танка гвардии старший сержант Онянов, ворвался на огневые позиции противотанковой батареи, державшей под огнём фронтальные подступы к городу, стал давить вражеских артиллеристов. В этом бою экипаж уничтожил 2 противотанковых орудия, 3 пулеметные точки противника и не менее двадцати противников.
Приказом командира 37-й гвардейской танковой бригады от 6 марта 1944 года за отвагу, мужество и высокое боевое мастерство гвардии старший сержант Онянов Никита Алексеевич награждён орденом Славы 3-й степени.
В начале марта 1944 года на подступах к Херсону танкисты снова прорвались глубоко в тыл противника, раздавили несколько огневых точек, уничтожили десятки противников. Но случилось непредвиденное: танк завяз в болоте. Двое суток экипаж отстреливался от наседавших противников, пока не подоспели товарищи.
В боях в районе Будакеси в конце января 1945 года гвардии старший сержант Онянов в составе экипажа поразил штурмовое орудие, 3 полевых орудия, 2 пулемета и около отделения живой силы.
Приказом от 5 февраля 1945 года гвардии старший сержант Онянов Никита Алексеевич награждён орденом Славы 2-й степени.
20 марта 1945 года у населенного пункта Несмей Онянов в составе экипажа той же бригады ликвидировал 4 зенитные установки, 2 пулемета, подбил 2 танка, а 24 марта в бою у населенного пункта Гици поджег самоходное орудие противника. За эти бои был представлен к награждению орденом Славы 1-й степени.
Наступление продолжалось. В бою на подступах к столице Австрии Вене танк Онянова был подбит, а сам он тяжело ранен — осколки впились в спину, в позвоночник. Он с трудом выбрался из горящей машины и потерял сознание. Очнулся уже в госпитале, после окончания лечения был демобилизован по инвалидности.
Указом Президиума Верховного Совета СССР от 15 мая 1946 года за исключительное мужество, отвагу и бесстрашие, проявленные в боях с вражескими захватчиками на завершающем этапе Великой Отечественной войны, гвардии старший сержант Онянов Никита Алексеевич награждён орденом Славы 1-й степени. Стал полным кавалером ордена Славы.
Вернувшись домой инвалидом, он совершил ещё один подвиг. После нескольких лет тренировок победил тяжелый недуг и вернулся к работе. Член ВКП/КПСС с 1948 года. Жил и работал в поселке Полазна Добрянского района. Скончался 13 марта 1980 года. Похоронен на кладбище поселка Полазна.
Награждён орденам Отечественной войны 2-й степени, Славы 3-х степеней, медалями.